# Vladimir Matiusjenko
Vladimir Matiusjenko  (ryska: Владимир Матющенко), född 4 januari 1971 i Retjytsa, är en belarusisk före detta MMA-utövare som bland annat tävlade i organisationen Ultimate Fighting Championship.